# Carretera de La Cumbre
La carretera  LP-3 , conocida popularmente como carretera de la cumbre, es una carretera de interés regional de La Palma, Canarias, que atraviesa la isla de este a oeste. Se trata de la principal vía de comunicación entre la capital, Santa Cruz de La Palma, así como los servicios fundamentales de la isla, como el Hospital General, puerto y aeropuerto, con la ciudad más poblada, Los Llanos de Aridane, y las localidades y municipios adyacentes.
Su origen está en el punto kilométrico 3 de la Carretera de Circunvalación Sur  LP-2 , en el cruce de El Drago, municipio de Breña Baja. Atraviesa los municipios de Breña Alta y El Paso, finalizando en el cruce de Tajuya, en este último municipio, donde se encuentra de nuevo con la  LP-2 . Para pasar del Este al oeste de la isla, la carretera atraviesa la dorsal de Cumbre Nueva a través de los túneles de la cumbre, circulando por conductos diferentes según la dirección de la marcha.

## Historia

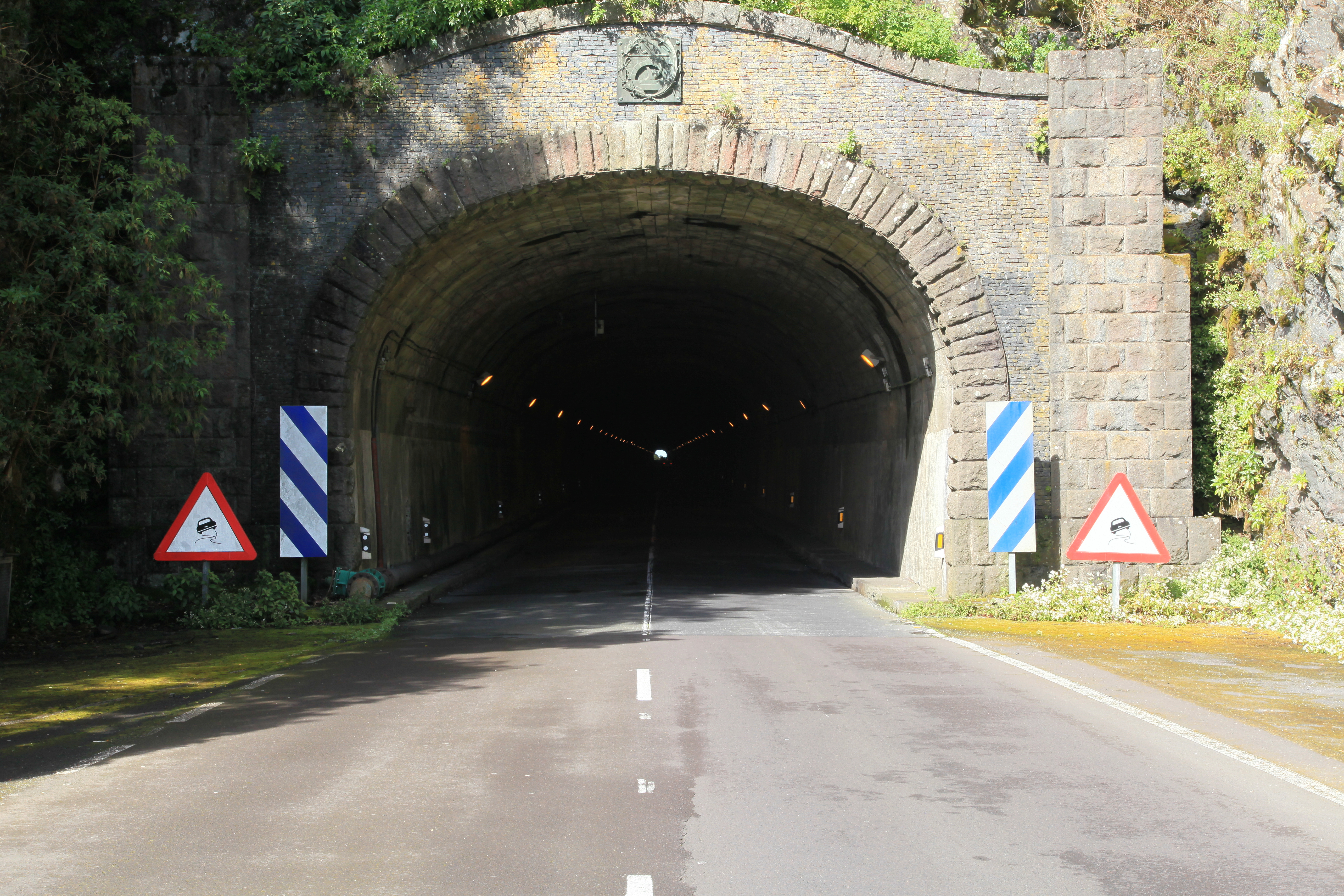
Boca este del antiguo túnel de La Cumbre

La unión de las vertientes oriental y occidental de La Palma a través de Cumbre Nueva se había realizado durante siglos mediante el sendero del Camino Real de los puertos. Desde finales del siglo XIX y principios del siglo XX comienza a idearse y estudiarse la construcción de una carretera que atravesase la dorsal mediante un túnel. No será hasta los años 1950 cuando la apertura del primer aeropuerto de La Palma acelera la construcción de la vía. El primer Túnel de La Cumbre, y con él la carretera, se inaugura finalmente en 1970. Hasta entonces, la comunicación entre las dos vertientes se realizaba por la carretera comarcal del sur, atravesando el municipio de Fuencaliente.
Desde entonces la vía ha ido mejorando su seguridad y remodelándose parcialmente con la habilitación de carriles de adelantamiento de vehículos lentos y mejora de intersecciones. La más importante de estas mejoras ha sido la construcción de un segundo túnel bajo Cumbre Nueva, de mayor longitud y a una cota inferior del original. Inaugurado en 2003, está equipado con avanzadas medidas de seguridad. Desde entonces, el antiguo túnel canaliza el tráfico en sentido oeste (Santa Cruz-Los Llanos), con un solo carril, y el nuevo en sentido este (Los Llanos-Santa Cruz), con dos carriles para la circulación, con hasta 4 kilómetros de diferencia de recorrido.
La construcción del nuevo túnel se enmarca en un plan de desdoblamiento completo de la carretera. Sin embargo la falta de presupuesto y el rechazo social a la posible construcción de la autovía han motivado la retirada del proyecto.
La Carretera de La Cumbre recibió el código  LP-3  en 2006, reemplazando al antiguo  LP-2 .

## Intensidad de tráfico
Datos de aforo registrados por el Cabildo de La Palma correspondientes a junio de 2011.
| Punto Kilométrico | Media Días Laborales | Media Días Festivos | Media |
| ----------------- | -------------------- | ------------------- | ----- |
| PK 0+400          | 14733                | 10181               | 12857 |
| PK 4              | 8588                 | 4682                | 7472  |

## Transporte público
La Línea 300 de Transportes Insular La Palma recorre esta carretera.